# Ruby Bridges
Ruby Nell Bridges Hall (Tylertown, 8 de setembro de 1954) é uma ativista estadunidense conhecida por ser a primeira criança negra a estudar em uma escola primária branca, em Louisiana, durante o século XX. Ela frequentou a Escola Elementar William Frantz.

## Início da vida
Ruby Bridges nasceu em Tylertown, Mississippi. Seus pais se chamavam Abon e Lucille Bridges. Quando ela tinha quatro anos, a família mudou-se para Nova Orleans, Louisiana. Em 1960, seus pais responderam a um pedido da Associação Nacional para o Avanço das Pessoas de Cor (NAACP) e ofereceu-a para participar na integração do sistema escolar de Nova Orleans, mesmo que seu pai estivesse hesitante. E bravo

## Integração

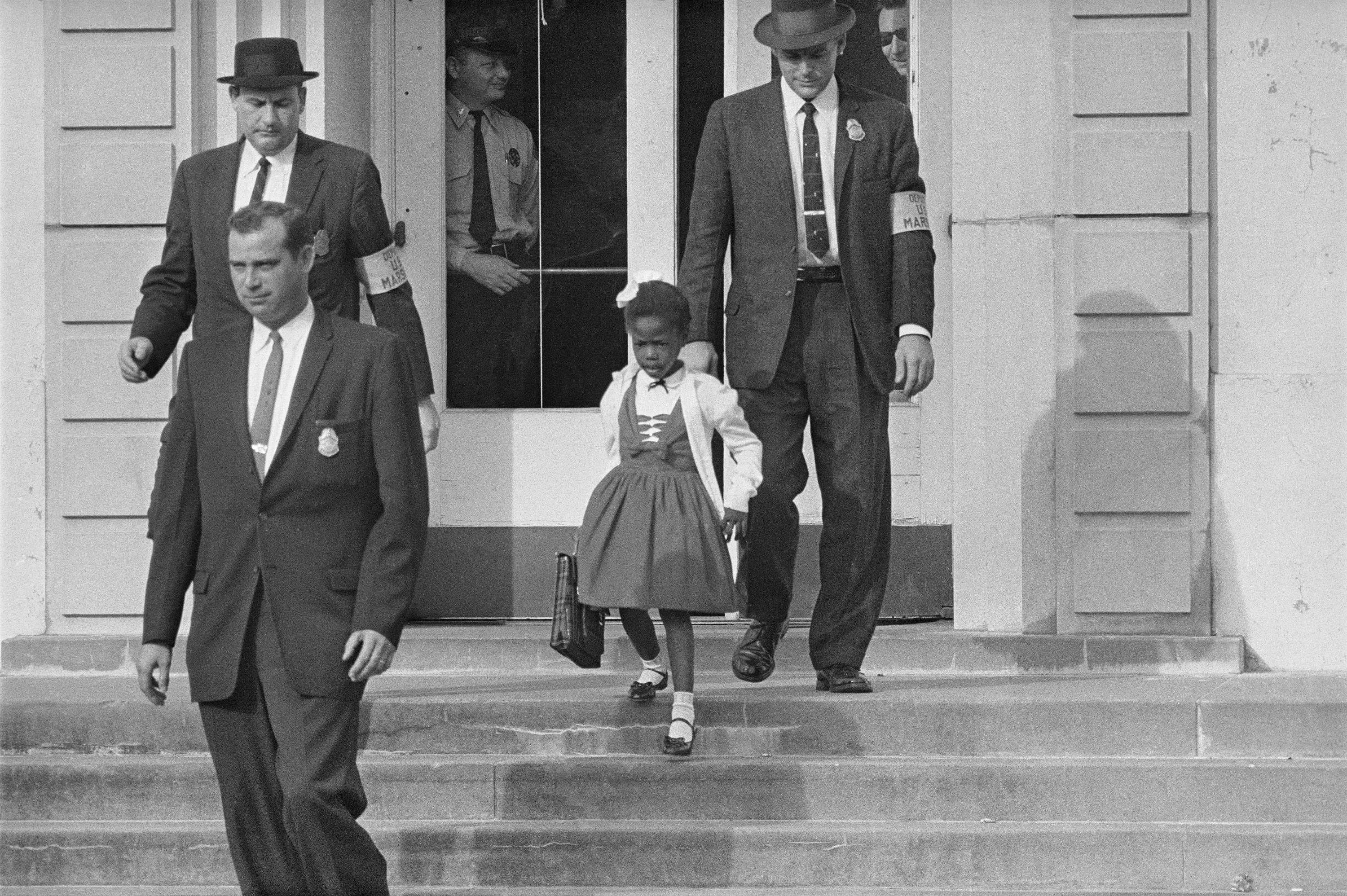
Bridges escoltada pelos delegados federais até a Escola Elementar William Frantz

Na primavera de 1960, Bridges foi uma das seis crianças negras em Nova Orleans a passar no teste que determinaria se elas poderiam ir para uma escola toda branca. Dois dos seis decidiram ficar em sua antiga escola, três foram transferidos para McDonogh, e Bridges foi para uma escola por si mesma.

A Escola Elementar William Frantz em 2010.

Ruby foi a única a ingressar na William Frantz. Seu pai estava inicialmente relutante, mas sua mãe sentia que era necessária a mudança não só para dar sua própria filha uma educação melhor, mas para "dar este passo a frente... para todas as crianças afro-americanas." Sua mãe finalmente convenceu o pai a deixá-la ir para a escola.
O primeiro dia judicial das escolas integradas em Nova Orleans, 14 de novembro de 1960, foi retratado por Norman Rockwell na pintura The Problem We All Live With (publicado na revista Look em 14 de janeiro de 1964). Como Bridges a descreve, "Enquanto dirigiam eu podia ver a multidão, mas vivendo em Nova Orleans, eu realmente pensei que era Mardi Gras. Havia uma grande multidão de pessoas fora da escola. Eles estavam jogando coisas e gritando, e esse tipo de coisas de Mardi Gras em Nova Orleans." O ex-vice-diretor dos U.S. Marhals, Charles Burks, recordou mais tarde: "Ela mostrou muita coragem. Ela nunca chorou. Ela não choramingou. Ela só marchava como um pequeno soldado, e nós estamos todos muito, muito orgulhosos dela."
Assim que Bridges entrou na escola, os pais brancos tiraram seus filhos de lá. Todos os professores se recusaram a ensinar enquanto ela estivesse matriculada. Apenas Barbara Henry, de Boston, Massachusetts, concordou em ensinar Ruby e por mais de um ano Henry a ensinou sozinha, "como se estivesse dando aula para classe inteira."[carece de fontes?]
Naquele primeiro dia, Bridges passou o dia inteiro no escritório do diretor; o caos da escola impediu seu movimento à sala de aula até o segundo dia. No segundo dia, no entanto, um estudante branco quebrou o boicote e entrou na escola quando um ministro metodista de 34 anos, Lloyd Anderson Foreman, levou sua filha no meio da multidão revoltada, dizendo: "Eu simplesmente quero o privilégio de levar a minha filha para a escola.... "Poucos dias depois, outros pais brancos começaram a trazer seus filhos, e os protestos começaram a diminuir. Todas as manhãs, enquanto Bridges caminhava para a escola, uma mulher a ameaçava envenená-la. Por causa disso, quatro delegados dos US Marshals foram enviados pelo presidente Eisenhower, que estava supervisionando a segurança dela, permitindo que Ruby comesse apenas alimentos de sua casa.[carece de fontes?]
A família de Bridges sofreu perseguições por sua decisão de mandá-la para William Frantz. Seu pai perdeu o emprego, a mercearia onde a família comprava não deixaram mais eles irem lá, e seus avós, que eram meeiros em Mississippi, foram tirados de sua terra. Ela observou que muitos outros na comunidade, tanto brancos como negros, mostravam apoio de várias maneiras. Algumas famílias brancas continuaram a mandar seus filhos para Frantz apesar dos protestos, um vizinho arrumou um novo emprego para seu pai, e as pessoas locais vigiavam sua casa, e andavam atrás do carro dos policiais federais durante suas viagens para a escola.

## Vida adulta

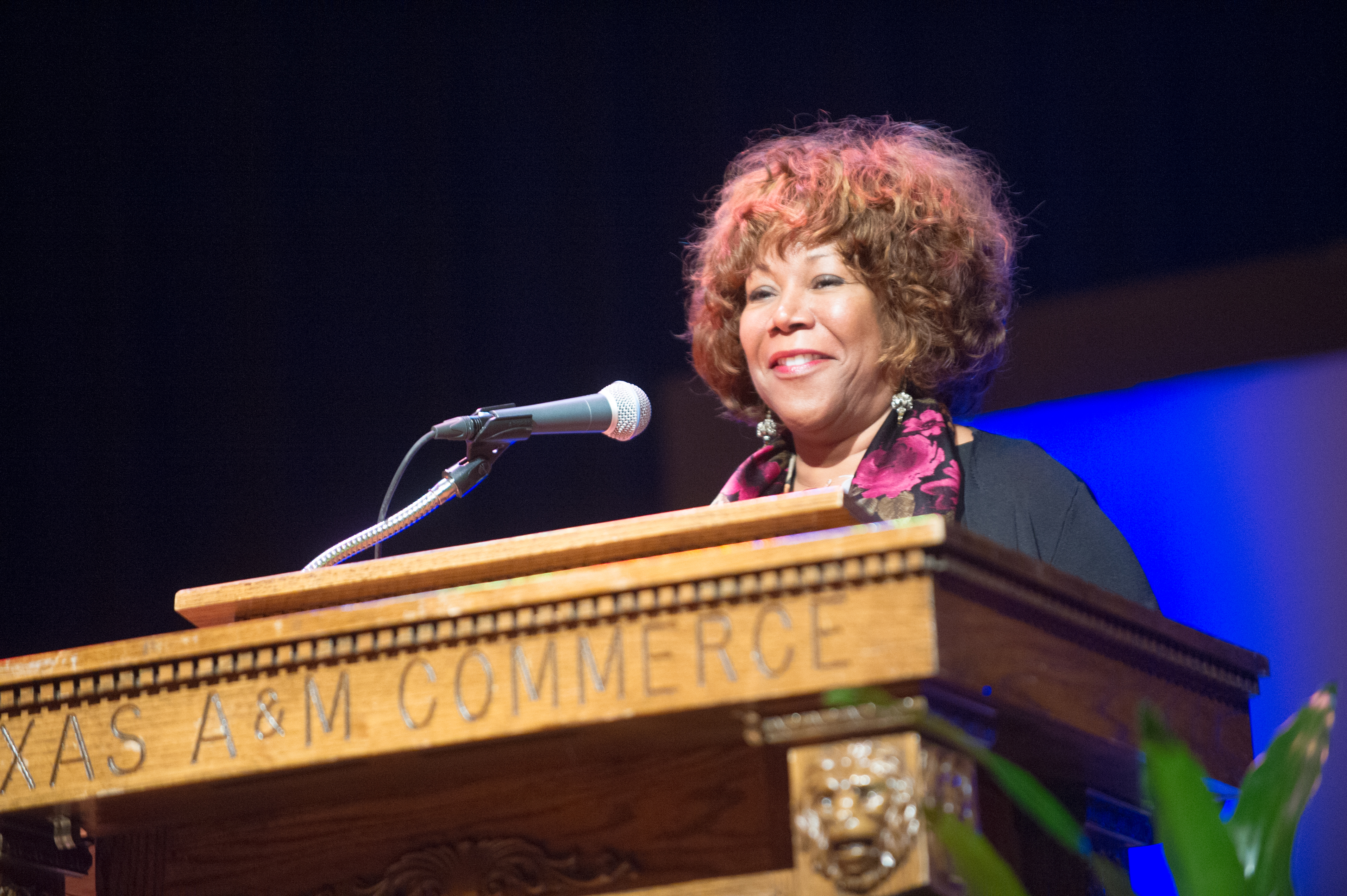
Ruby Bridges discursando em fevereiro de 2015.

Bridges, atualmente Ruby Bridges Hall, ainda vive em Nova Orleans com o marido, Malcolm Hall, e seus quatro filhos. Durante quinze anos, ela trabalhou como agente de viagens, mas deixou o trabalho para ser mãe.  Atualmente, Bridges é presidente da Fundação Ruby Bridges, fundada em 1999 para promover "os valores da tolerância, do respeito e valorização de todas as diferenças." Descrevendo a missão do grupo, ela diz, "o racismo é uma doença e temos de parar de usar nossos filhos para espalhá-la."
Em 15 de julho de 2011, Bridges encontrou-se com o presidente Barack Obama na Casa Branca, e, durante a exibição do quadro de Norman Rockwell, ele lhe disse: "Eu acho que é justo dizer que, se não fosse por vocês, eu poderia não estar aqui e nós não estaríamos olhando para isso juntos."
Em 2014, uma estátua de Bridges foi levantada no pátio da Escola Elementar William Frantz.

## Trabalhos
- Bridges Hall, Ruby. Through My Eyes, Scholastic Press, 1999. (ISBN 0590189239)